# Antonio Sedeño
Antonio Sedeño (* vor 1495; † 1537 in der Provinz Paria, Venezuela) war ein spanischer Konquistador, Königlich Spanischer Beamter, Encomendero in Puerto Rico und Gouverneur der Insel Trinidad.

## Königlicher Beamter und Encomendero in Puerto Rico
Die erste Erwähnung von Antonio Sedeño datiert auf das Jahr 1514, in der ihm in einer Königlichen Verordnung (Real Provisión) das Amt des Königlichen Buchhalters der Insel San Juan de Puerto Rico übertragen wurde. Da man annehmen kann, dass Sedeño zu diesem Zeitpunkt nicht jünger als 20 Jahre gewesen ist, ist sein Geburtsjahr vor 1495 sehr wahrscheinlich.
Zusammen mit dem Kgl. Schatzmeister Andrés de Haro und dem kgl. Faktor Baltasar de Castro gehörte Sedeño zu jener Generation privilegierter spanischer Einwanderer, die in der anarchisch geprägten ersten Phase der spanischen Konquista, begünstigt durch die räumliche Distanz zum Mutterland, das Encomienda-System auf Kosten ihrer indianischen Schutzbefohlenen zur persönlichen Bereicherung nutzten. Die einheimische Bevölkerung der Karibik, von aus Europa eingeschleppten Seuchen geschwächt und dezimiert, wurde binnen weniger Jahrzehnte durch exzessive Ausbeutung in den Goldminen und auf den Äckern und Weiden der Encomienderos vollständig ausgerottet.  Als ein Untersuchungsrichter 1520 das ruchbar gewordene Verhalten der Königlichen Beamten auf Puerto Rico untersuchen sollte, verschleierten die Beamten ihr Vorgehen, indem sie Feuer an das Archiv mit den schriftlichen Unterlagen legten. Sedeño wurde als Encomendero zu einem der reichsten Bürger Puerto Ricos und besaß genug Vermögen, um die Erschließung einer eigenen Provinz finanzieren zu können.

## Gouverneur der Insel Trinidad
Im Jahr 1529 wurden Sedeño in Spanien das Amt eines Adelantado und die Gouverneurswürde für die Insel Trinidad übertragen. Nachdem der nominell erste Gouverneur der Insel, Rodrigo de Bastidas, sein Amt nach einer Intervention durch Diego Colón bald niedergelegt und nie ausgeübt hatte, war Sedeño de facto der erste Amtsinhaber. Am 18. September 1530 brach er vom spanischen Sanlúcar de Barameda mit zwei Karavellen, darin 70 Kriegsknechten („hombres de guerra“), schwerer Artillerie, großen Mengen Verpflegung sowie Tauschobjekten zum Handel mit den Indianern auf. Am 8. November 1530 erreichten die Schiffe seine Provinz und Sedeño wurde von seinen Mannschaften zum „Generalkapitän und Gouverneur der Königlichen Provinz der Insel Trinidad“ ausgerufen. An der gegenüberliegenden Festlandsseite gewann er die Freundschaft und Unterstützung des Kaziken Turiparí, der ihm als Führer und Dolmetscher bei der Erkundung der Insel Trinidad behilflich war. Die Insel wurde von mehreren Kleinkönigen beherrscht, die den Spaniern gegenüber, trotz aller Freundschaftsbekundungen und Geschenke, reserviert bis feindselig auftraten. Angesichts der großen Bevölkerung und ihrer Kampfbereitschaft war für Sedeño mit seinen 70 Männern nicht daran zu denken, dauerhaft auf der Insel zu bleiben oder eine Siedlung zu gründen.
Er errichtete auf der Festlandsseite im Gebiet seines Verbündeten Turiparí ein Fort, das er mit den Kanonen der Schiffe bestückte und in dem er 35 seiner Leute unter dem Befehl eines Portugiesen namens Joan Gonzalez aus Sosa zurückließ. Er selbst brach mit den Karavellen nach Puerto Rico auf, um mehr Kämpfer anzuheuern.
Während seiner Abwesenheit nahm der altgediente Konquistador Diego de Ordáz das Fort im Handstreich und setzte Joan Gonzalez und seine Mannschaft gefangen. Ordáz kam wie Sedeño gerade aus Spanien, bekleidet mit dem Titel eines "Gouverneurs der Inseln im Rio Marañón" (dem Rio Amazonas). Offenbar wegen Navigationsfehlern hatte er die Amazonas-Mündung jedoch verfehlt und war nun auf den Rio Orinoko und das Fort am Mündungsdelta gestoßen. Nach der Festsetzung von Sedeños Leuten besetzte er selbst das Fort und fuhr mit dem Großteil seiner Leute den Orinoko flussaufwärts.
Antonio Sedeño schickte inzwischen eine Karavelle mit 30 neuen Siedlern und Ausrüstung zum Fort. Die Leute Ordáz´ wiesen sie ab und die Neuankömmlinge waren deshalb gezwungen, auf der Trinidad zu landen. Dort wurden nach wenigen Tagen 24 von ihnen von den Einheimischen massakriert. Den sechs Überlebenden – darunter „eine schwarze Frau“ – gelang mit der Karavelle die Flucht nach Puerto Rico.
1532 kehrte Sedeño mit 80 Soldaten zurück zur Insel Trinidad. Vielleicht nur als Rache für den Tod seiner 24 Untergebenen, überfiel er eine nahe der Küste gelegene Siedlung namens Cumucurapo und richtete ein Blutbad unter den Einheimischen an. Die Siedlung brannte er dabei nieder. Aufgrund mangelnder Nahrungsmittelversorgung und seiner nach wie vor geringen Kräfte musste er die Insel jedoch wieder verlassen. Von der Ordáz´schen Besatzung seines Forts auf der Festlandsseite – die „Paria“ genannte Festlandsseite gehörte nicht zu Sedeños Provinz – wurde er abgewiesen und musste sich zur nächsten spanischen Siedlung auf der Insel Margarita vor der südamerikanischen Karibikküste zurückziehen.
Nach dem Tod von Diego de Ordáz unternahm Sedeño den nächsten Versuch, Trinidad in Besitz zu nehmen. Er brachte das Fort von Paria im Handstreich wieder in seine Gewalt und zwang die Besatzung mitsamt ihrem Anführer Alonso de Herrera, einem ehemaligen Offizier Diego de Ordáz´, sich ihm und seinen Truppen bei der Inbesitznahme Trinidads anzuschließen. Bei der indianischen Siedlung Cumucurapo errichtete er ein Fort, das wenige Wochen nach der Landung von einer Streitmacht von 3000 indianischen Kriegern angegriffen wurde. Die Spanier konnten das Fort zwar unter schweren Verlusten halten, aber erhielten danach die beunruhigende Information, dass alle Stämme der Insel einen Kriegsbund gegen sie geschlossen hätten. Zugleich erreichten sie Anweisungen der Real Audiencia von Santo Domingo, dem Appellationsgericht und zugleich der obersten spanischen Behörde in Übersee. Darin wurde Sedeño angewiesen, Alonso de Herrera unverzüglich freizulassen. Gleichzeitig wurde Herrera zum (Interims-)Gouverneur der Provinz Paria ernannt. Angesichts der Bedrohung durch die Einheimischen auf der Insel desertierte zuerst eine Gruppe Spanier auf Kanus und nahm Herrera zum Fort Paria am Festland mit. Bei einer danach stattfindenden Meuterei bemächtigte sich ein Teil der Spanier – vorwiegend, aber nicht nur Leute Herreras – der Ausrüstung, der Schiffe und der Artillerie und zwangen so Sedeño und seine treuesten Gefolgsleute, sich mit ihnen zum Fort Paria einzuschiffen. Sedeño kehrte nie wieder nach Trinidad zurück.

## Suche nach den Goldreichen der „Provinz am Meta“
In Fort Paria – der Chronist Fernández de Oviedo nennt es „die Festung der Zwietracht“ – wurde Sedeño von Alonso de Herrera verhaftet, obwohl ihm in Trinidad die Freiheit und die Rückgabe seiner Schiffe versichert worden waren. Nach einigen Wochen, in denen er schwer erkrankte, wurde er von seinen Gefolgsleuten freigezwungen, die wiederum Alonso de Herrera festsetzten und sich daranmachten, Feuer an das Gefängnisgebäude zu legen. Sedeño verhinderte den Mordanschlag aber und begründete dies vor seinen aufgebrachten Leuten damit, dass er bei seiner Befreiung Herrera und seinen Leuten Schonung zugesagt habe. Der eigentliche Grund könnte politisch gewesen sein: Inzwischen wusste man, dass direkt von der Krone ein neuer Gouverneur für Paria eingesetzt worden war, Hierónimo Dortal, der – wie der mit ihm befreundete Herrera – ein Offizier des Diego de Ordáz gewesen war und der diesen auf der Orinoko-Expedition ins Innere des Kontinents im Jahr 1531 begleitet hatte. Antonio Sedeño verfolgte von nun an eine Politik, die darauf abzielte, dass sich Dortal und er gegenseitig bei der Inbesitznahme ihrer Provinzen helfen sollten, ein Vorhaben, das aber nicht umgesetzt wurde. Sedeño jedenfalls setzte Herrera wieder auf freien Fuß und fuhr 1534 mit seinen Schiffen und seinen Gefolgsleuten zurück zur Insel Margarita.
Auf der Margarita muss er alle seine Leute an die Behörden von Nueva Cádiz de Cubagua übergeben, die eine Expedition ins Landesinnere planten – das Ziel war wohl die „Provinz am Meta“, auf welche die anderen Konquistadoren in der Karibik längst ihr Augenmerk gelenkt hatten. Diego de Ordáz hatte auf seiner Fahrt den Rio Orinoko hinauf von einem bzw. von zwei mächtigen „Gold-Reichen“ im Inneren des Kontinents gehört, die über den Rio Meta, einen Nebenarm des Orinoko, zu erreichen seien. Sedeño war nach der Zwangsrekrutierung seiner Soldaten gezwungen, allein nach Puerto Rico zurückzukehren. In Cubagua hinterließ er einen Brief an Herónimo Dortal, in dem er diesem eine zukünftige Zusammenarbeit anbot.
In Puerto Rico stellte Antonio Sedeño erneut eine Streitmacht auf – offenbar waren seine Besitzungen auf der Insel auch während seiner Abwesenheit profitabel geblieben. Bevor er sich selbst wieder nach Paria begab, schickte er zweimal Mannschaften voraus, einmal 130 Mann mit 30 Pferden, einmal 70 Mann mit 24 Pferden. Die Einheiten gerieten in Konflikte mit Hierónimo Dortal, dem rechtmäßigen Gouverneur von Paria, der 1535 und 1536 selbst auf einer Expedition ins Hinterland die Unternehmung weiterführen wollte, an der er einige Jahre zuvor auf der Expedition unter Ordáz gescheitert war.
Am 2. August 1536 fuhr Sedeño mit drei Schiffen ans heute venezolanische Festland nach Puerto Maracapaná, einen natürlichen, aber nicht dauerhaft besiedelten Hafen, der rund 150 km (30 Leguas) westlich von Cubagua lag und unternahm mit 450 Konquistadoren und 98 Pferden eine Expedition ins Landesinnere. Das Ziel waren die indianischen Königreiche der „Provinz am Meta“. Sedeño besaß keine Erlaubnis, in dieser seit 1535 zur Provinz Paria gehörenden Gegend aktiv zu werden – er hatte ausschließlich Anspruch auf die Insel Trinidad. Auf der Expedition durchquerte Sedeño das dicht besiedelte Land der Cumanagotos (Fernández de Oviedo spricht von „Camanagoto“) im heutigen venezolanischen Bundesland Anzoátegui, das von einem einflussreichen Fürsten namens Guaramental beherrscht wurde, dessen aus sieben Häusern bestehender „Palastbezirk“  von einem dreifachen Mauerring aus sehr dicken Baumstämmen umgeben war, was die Europäer stark beeindruckte.
Ende des Jahres 1536 wollte Hierónimo Dortal Antonio Sedeño mit Hilfe eines Untersuchungsrichters aus Santo Domingo des Landes verweisen. Sedeño hatte jedoch nicht vor, klein beizugeben. Er ließ den Untersuchungsrichter gefangen nehmen und plante wahrscheinlich, so wie kurz vor ihm Dortal, auf dem Landweg zum Meta vorzudringen. Doch er verstarb, vermutlich Anfang des Jahres 1537, in seinem Heerlager. Die Todesursache ist nicht ganz klar. Während Aguado überliefert, eine indianische Dienerin habe ihn vergiftet, schreibt Fernández de Oviedo orakelhaft, er sei „einen nicht sehr katholischen Tod gestorben, wobei das die sagen, die ihm übel wollen. Andere sagen etwas anderes.“

## Einordnung
Antonio Sedeño gehört zu den Protagonisten jener Epoche der Konquista Amerikas, in der die Krone Spaniens den Norden Südamerikas erschloss. Zu diesem Zweck teilte die Krone zwischen etwa 1525 und 1535 den Kontinent, von dessen nördlichem Teil der Verlauf der Küstenlinien bereits recht gut kartografiert waren, in Provinzen ein. Diese Provinzen wurden an Privatunternehmer wie Sedeño vergeben, die sie dann auf eigene Kosten und eigenes Risiko zu erschließen hatten. Sedeño gehört auch zu jener Generation von Konquistadoren, die als erste den Nachrichten von einem bzw. zwei „Goldländern“ im Inneren des Kontinents nachgingen, aus der sich später die Suche nach El Dorado entwickelte.